# نیوآرک (ایندیانا)
نیوآرک (به انگلیسی: Newark) یک منطقهٔ مسکونی در ایالات متحده آمریکا است که در شهرستان گرین، ایندیانا واقع شده‌است. نیوآرک ۲۳۵٫۹۲ متر بالاتر از سطح دریا واقع شده‌است.